# Saltholmen
För andra betydelser, se Saltholmen (olika betydelser).

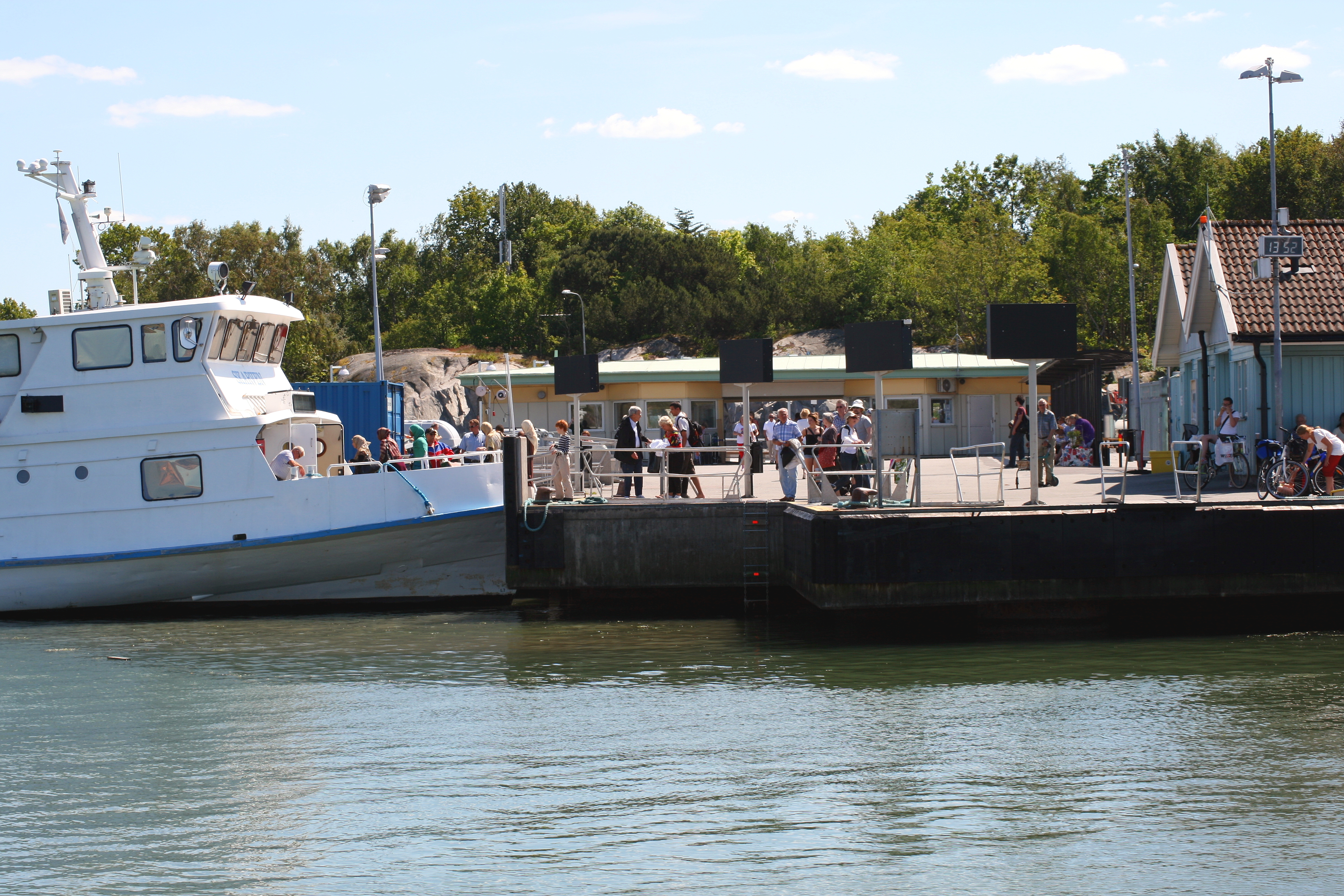
Hamnen för Styrsöbolagets skärgårdsbåtar i Saltholmen.

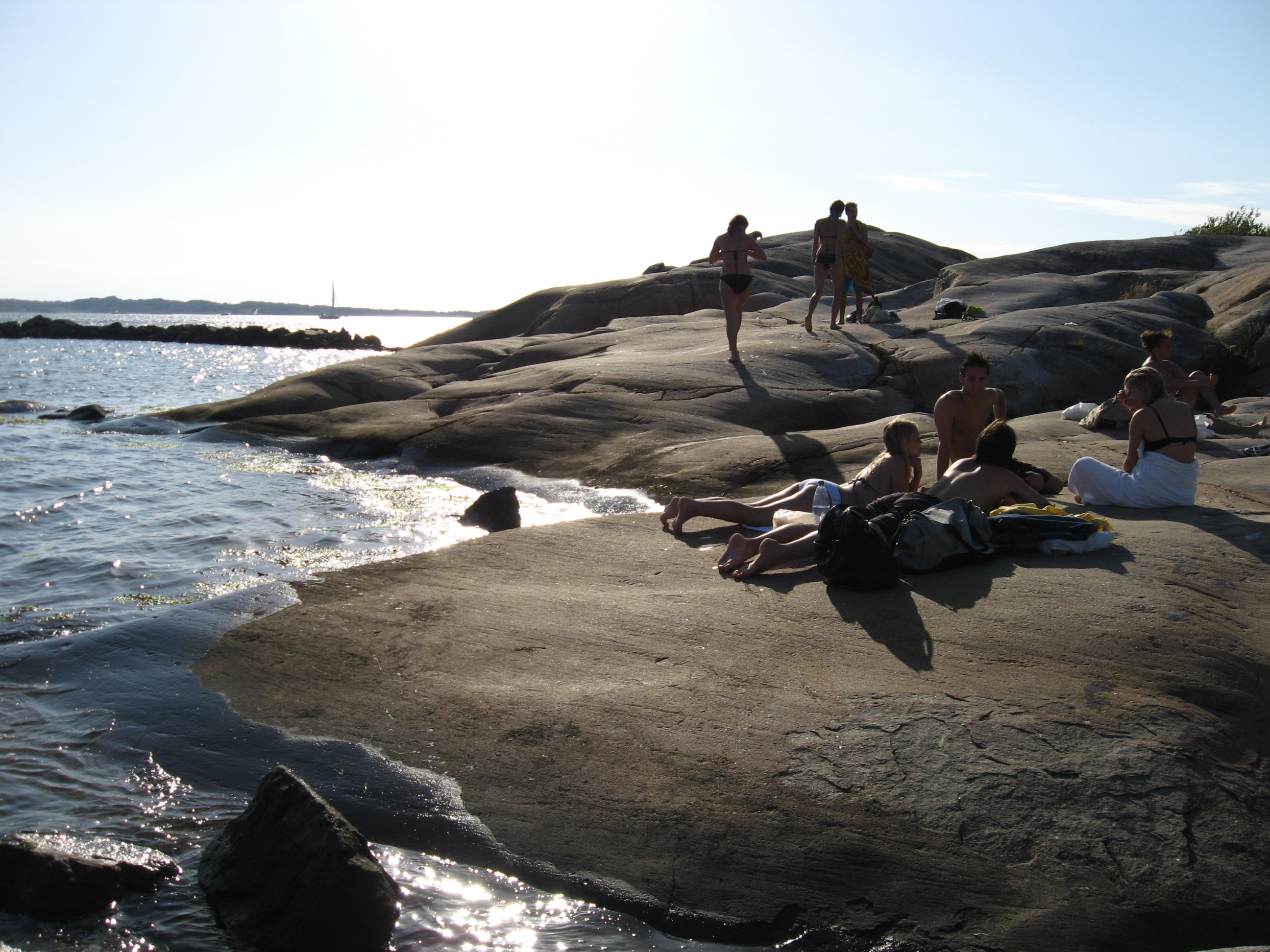
Salthomen är en klassisk badplats i Göteborg.

Saltholmen är en halvö vid Älvsborgsfjordens södra kust i stadsdelen Älvsborg i Göteborg. Den var tidigare en ö, men när Saltholmen–Göteborgs järnväg byggdes anlades en bank som förbindelse med fastlandet. Banken har senare breddats för att anlägga bilparkeringar med mera, så numera är Saltholmen snarast en halvö.

## Historik
År 1903 bildades Aktiebolaget Långedrag, som skulle förnya området från Långedrag till Saltholmen, bland annat genom anläggande av en badort på Saltholmen. Spårvägen drogs ut till Saltholmen under åren 1906–1908. De ursprungliga planerna genomfördes dock inte, men 1906–1908 uppfördes varmbadhuset, kallbadhuset och en serveringslokal. Den senare ersattes 1915 med det nuvarande kaféet. Saltholmens parkområde ligger intill kallbadhuset och kaféet. På berget ovanför varmbadhuset finns ett transformatortorn. År 1923 byggdes en simstadion på Saltholmen. Simbanan var 50 x 25 meter med åtta banor, två sviktar och en trampolin. Läktarna rymde 970 personer.
Varmbadhuset uppfördes i jugendstil och omfattade tångbad, finsk bastu, bassänger och bryggor. Det stängdes 1982 och omvandlades därefter till kontor. På Saltholmen ligger Göteborgs kanotförenings anläggning.

## Saltholmsgatan
Längs Saltholmsgatan, som leder ut till Saltholmen, ligger villor uppförda under åren 1905–1935. Byggnadsstilarna varierar; jugend, nationalromantik och klassicism. Vid spårvagnshållplatsen Roddföreningen finns en väntkur med utsvängt tak.

## Spårvägen
Att man valde att anlägga en järnväg, och inte en spårväg, hade att göra med att sträckan då låg utanför Göteborgs stads område, men senare kom att ingå i Göteborgs stad. Järnvägen har uteslutande trafikerats med spårvagnar, men blev omkring 1972 omklassificerad till spårväg. Nu är den ändhållplats för linje 11 och för linje 9 sommartid. Vid Saltholmen uppfördes också en mindre vagnhall. Byggnaden finns kvar, men anslutningen till spårvägsnätet är sen många år uppriven.

## Varmbadhuset
Varmbadhuset uppfördes av Långedrag AB och invigdes år 1908 av överste Viktor Balck och det inför Olympiska spelen i London uttagna simlandslaget. Det var utrustat med ett elverk som gav 2 x 110 volt likström. Verksamheten lades ner 1976, men drevs vidare några dagar i veckan fram till 1982. Därefter förföll byggnaden och hotades av rivning 1986, men räddades senare.

## Kallbadhuset
Saltholmens kallbadhus invigdes år 1908 av Viktor Balck och simmarlaget. Det drivs sedan 1976 av den ideella föreningen Kallbadhusets Vänner Saltholmen, som har cirka 1 700 medlemmar. Kallbadhuset har tre nakenbadsavdelningar: en för män, en för kvinnor och en för gemensamma bad.

## Båthamnar
På Saltholmen finns flera båthamnar med totalt 1 055 båtplatser och 200 vinteruppläggningsplatser, vilka drivs av det kommunala bolaget Grefab.

## Skärgårdsbåtarna
Saltholmen är också hamn för skärgårdsbåtarna till Göteborgs södra skärgård. De gick tidigare även till Stenpiren i centrala Göteborg, och diskussioner förs av och till om att återuppta den förbindelsen. Godstrafiken har flyttats till Fiskebäcks hamn på grund av platsbrist i Saltholmen (soptrafiken går till Önnereds brygga). Byggnadsarbeten för detta ändamål startade i Fiskebäcks hamn i oktober 2006.
Den 24 juni 1983 inträffade det så kallade Saltholmenmordet på klipporna vid Saltholmen.